# Tacuarembó (rivier)

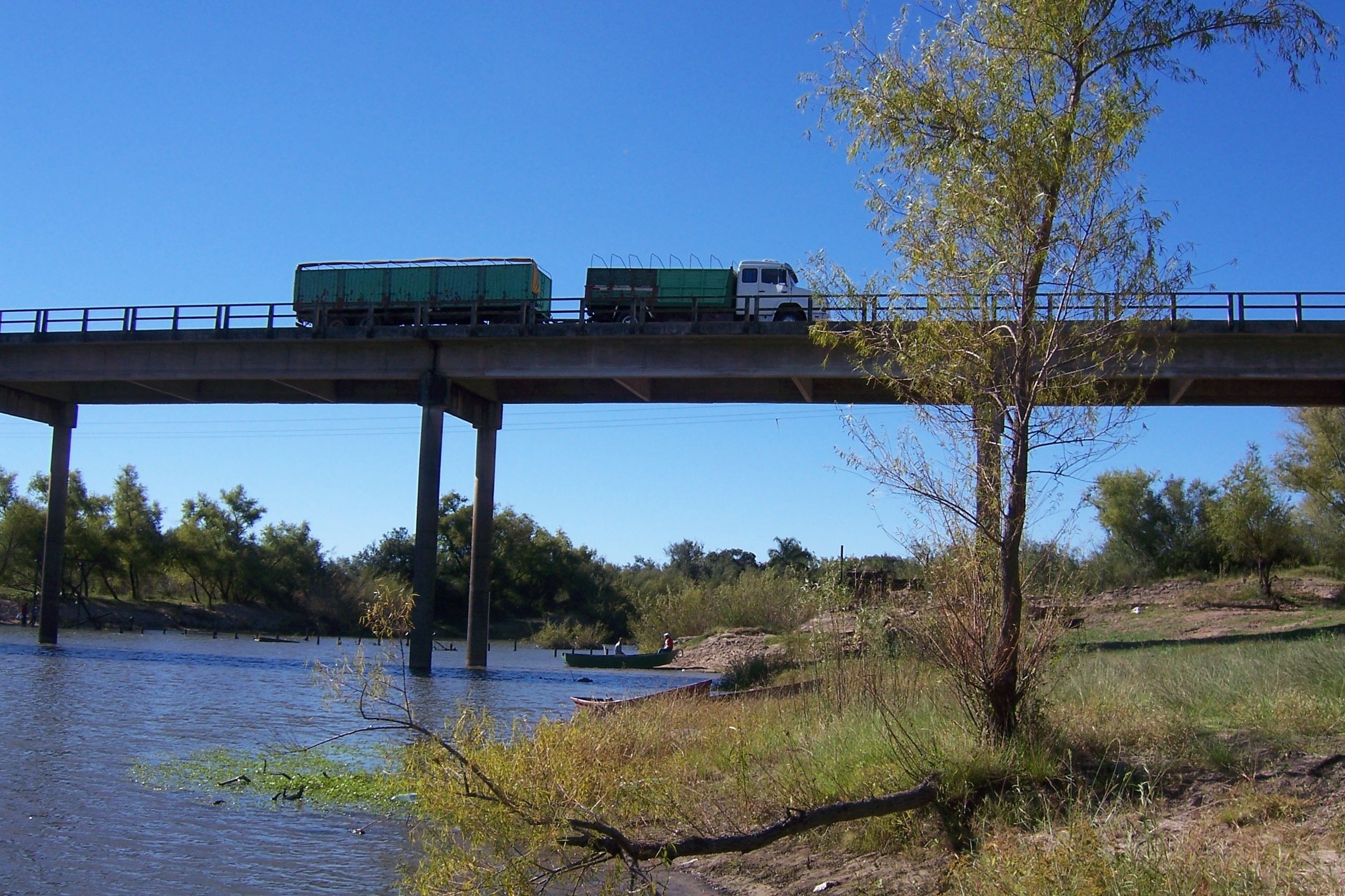
Tacuarembó

De Tacuarembó is een rivier in Uruguay. Samen met de Yí is zij een van de belangrijkste zijrivieren van de Río Negro. 
Ze ontspringt in het uiterste noorden van het departement Rivera, stroomt vervolgens door de plaats Tranqueras naar het zuiden en vormt voor een gedeelte van haar loop de grens tussen Rivera en Tacuarembó. Na het departement Tacuarembó van noord naar zuid te hebben doorkruist stroomt de rivier op de grens tussen Tacuarembó en Durazno in de Río Negro. 
Het stroomgebied van de rivier is ongeveer 14.000 km² groot. 